# Berlin Ostbahnhof (1867)
Berlin Ostbahnhof (teilweise nichtamtlich auch Küstriner Bahnhof genannt) in Berlin war ein Kopfbahnhof, der 1867 zusammen mit dem letzten Streckenabschnitt Berlin–Strausberg–Küstrin der Königlich Preußischen Ostbahn eröffnet wurde. Der Personenbahnhof lag am heutigen Franz-Mehring-Platz, der zugehörige Güterbahnhof südlich davon an den Schlesischen Bahnhof (heute Berlin Ostbahnhof) angrenzend.
Der Bahnhof wurde nur bis 1882 für den Personenverkehr genutzt, danach dienten beide Bahnhofsteile nur noch dem Güterverkehr.
Das Empfangsgebäude wurde ab 1929 vom Plaza (Berlin), einem Großvarieté genutzt. Empfangsgebäude und Bahnhofshalle wurden 1944 und 1945 durch Kriegseinwirkung zerstört und später abgerissen.
Im Bereich des südlichen Bahnhofsteils entstand 1903 ein separater Bahnsteig für die Reisezüge der Wriezener Bahn, der später zur eigenständiger Station Berlin Wriezener Bahnhof wurde. Im Zusammenhang mit der Umbenennung des benachbarten Schlesischen Bahnhofs in Ostbahnhof wurde der frühere Ostbahnhof am 1. Dezember 1950 in Berlin Wriezener Bahnhof umbenannt.
1996 wurde der Güterverkehr eingestellt. Ein Teil der Anlagen wurde in der Folgezeit überbaut.

## Lage

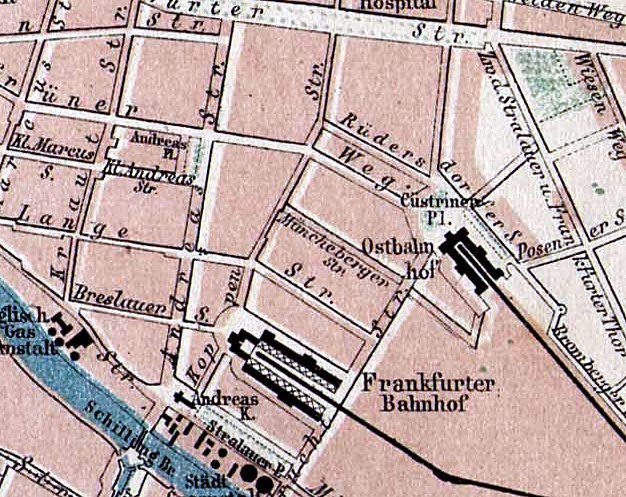
Lage des Bahnhofs, Karte von 1875

Das Empfangsgebäude mit der Bahnhofshalle lag östlich vom Cüstriner Platz (heute: Franz-Mehring-Platz) im heutigen Ortsteil Friedrichshain. Die Gleisanlagen des Personenbahnhofs verliefen nördlich der damaligen Straße Am Ostbahnhof, die sich ungefähr in der Verlängerung der heutigen Straße Am Wriezener Bahnhof befand.
Der Güterbahnhof lag weiter südlich an der Fruchtstraße (heute: Straße der Pariser Kommune), direkt nördlich im Anschluss an die Anlagen des Schlesischen Bahnhofs, zu dem keine Gleisverbindung bestand.

## Architektur

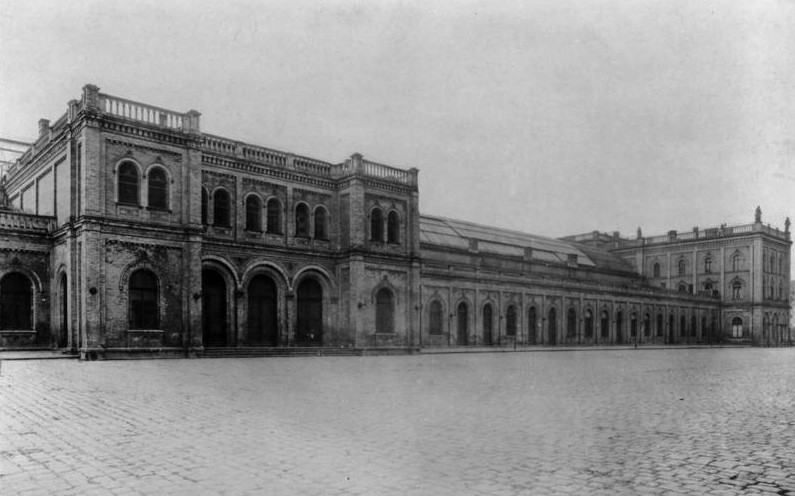
Blick von der Bromberger Straße auf die nordöstliche Seite der Bahnhofshalle mit dem Empfangsgebäude ganz rechts, 1928

Das Bahnhofsgebäude wurde nach Plänen von Adolf Lohse, einem Schüler von Karl Friedrich Schinkel, und nach Lohses Tod von Hermann Cuno entworfen. Es zeichnete „sich durch einen bis dahin bei solchen Bauwerken nicht üblichen Reichthum in der architektonischen Ausstattung aus“. Es bestand aus einem dreigeschossigen Kopfgebäude mit zwei überwiegend einstöckigen Seitenflügeln entlang der Bahnsteighalle. Im nördlichen Seitenflügel wurden die Einrichtungen für ankommende, im südlichen für abfahrende Fahrgäste eingerichtet. Im Mittelteil des Südflügels trat der Hauptflur mit der Fahrkartenausgabe hervor, an den sich eine mit Säulen getragene Vorhalle anschloss. Am Hauptflur lagen auch die Gepäckabfertigung und die Warteräume. Im Kopfbau befanden sich die Königszimmer. Seine oberen Geschosse enthielten Beratungs- und Geschäftsräume sowie Beamtenwohnungen.
Die Bahnsteighalle maß 188,3 Meter × 37,7 Meter. Mit der technischen Ausführung des Baus wurde die Maschinenfabrik Bayenthal beauftragt.

## Geschichte
Die Baukosten betrugen etwa eine halbe Million Taler. Am 1. Oktober 1867 feierlich eröffnet war der Bahnhof lediglich bis 1882 für den Personenverkehr in Betrieb: Mit Eröffnung der Stadtbahn wurde der damalige – knapp 400 Meter südwestlich liegende – Frankfurter Bahnhof zum Durchgangsbahnhof umgebaut und der Personenverkehr der Ostbahn über den neuen Schlesischen Bahnhof auf die Stadtbahntrasse geleitet. Die Empfangshalle und die Bahnsteighalle des alten Ostbahnhofs wurden geschlossen und die übrigen Anlagen an der damaligen Bromberger Straße (heute: Helsingforser Straße) nur noch für den Güterverkehr der Ostbahn genutzt.
Im südlichen Teil der Anlagen, direkt an den Schlesischen Bahnhof angrenzend, ging 1903 ein Bahnsteig für die Reisezüge der Wriezener Bahn in Betrieb. Er wurde, zusammen mit einem kleinen Empfangsgebäude, 1924 zum eigenständigen Wriezener Bahnhof, dieser diente nur dem Personenverkehr. 1949 wurde der Personenverkehr dort eingestellt.
Die Bahnsteighalle des alten Ostbahnhofs wurde nach der Stilllegung zunächst kurzfristig (1884–1886) als Versuchsstation für Captivballons benutzt. Später wurde sie eingesetzt als Lager und vom Roten Kreuz genutzt. Für das am 1. Februar 1929 eröffnete Varieté Plaza wurde sie zum Zuschauerraum für bis zu 2940 Gäste um- und das Bühnenhaus eingebaut. Das 31 Meter hohe Bühnenhaus war der einzige größere Umbau, der von außen am Gebäude zu sehen war. 1938 übernahm die NS-Organisation „Kraft durch Freude“ das Varieté. In den Gleisplänen ist in der östlichen Hälfte des ehemaligen Bahnhofgebäudes spätestens seit 1912 ein Betriebsstoff-Hauptlager für Betriebsmaterialien, Altpapier und Öl angegeben. In der alten Bahnhofshalle waren hierfür weiterhin drei Gleise vorhanden, die beim Bau des Plaza verkürzt wurden. Zwischen dem Plaza und den Betriebslager ist laut Plan von 1943 zusätzlich ein Luftschutz-Bunker vorhanden.

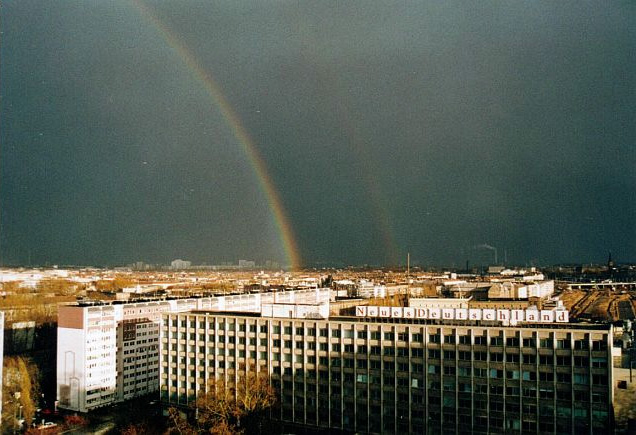
Verlagshaus Neues Deutschland an der Stelle des ehemaligen Bahnhofs; rechts hinter dem Gebäude sind noch die Gleisanlagen bis zur Brücke Warschauer Straße erkennbar

Das Empfangsgebäude des Ostbahnhofs wurde 1944 durch Bomben zerstört und nach dem Zweiten Weltkrieg abgerissen. An seiner Stelle wurde 1969–1974 das Verlagshaus des Neuen Deutschland errichtet.
Nach der Anerkennung der Oder-Neiße-Grenze durch die DDR-Führung im Juli 1950 sollten die beiden Bahnhöfe mit Namen aus den zu Polen gekommenen Gebieten umbenannt werden. In einem Wettbewerb rief die Reichsbahndirektion Berlin zur Suche nach neuen Namen für den Schlesischen und den Stettiner Bahnhof auf. Man entschied sich schließlich für die Namen Ostbahnhof und Nordbahnhof, die bereits für andere, dem Güterverkehr dienenden, Stationen, vergeben waren. Deswegen mussten der bisherige (alte) Ostbahnhof und der alte Nordbahnhof ebenfalls umbenannt werden. Alle vier Stationen erhielten zum 1. Dezember 1950 – nach zeitgenössischen Presseberichten „den Wünschen der Mehrheit der Berliner Bevölkerung entsprechend“ – ihre neuen Namen. Der ursprüngliche – weiterhin dem Güterverkehr dienende – Ostbahnhof, wurde (in Anlehnung an den Namen der bis 1949 für den Personenverkehr genutzten Station) seitdem als Berlin Wriezener Bf bezeichnet und behielt diesen Namen bis zu seiner Schließung. Auch die Bezeichnung Wriezener Güterbahnhof war üblich.
Nach 1990 wurde der Güterverkehr im Bahnhof eingestellt.
Die weitgehend von Gleisen geräumte alte Bahntrasse westlich der Warschauer Brücke und entlang des südlichen Randes der Helsingforser Straße ist bis heute (Stand: 2019) bis auf Höhe des Berghains noch klar erkennbar.